# Apseudes antarcticus
Apseudes antarcticus är en kräftdjursart som beskrevs av Frank Evers Beddard 1886. Apseudes antarcticus ingår i släktet Apseudes och familjen Apseudidae. Inga underarter finns listade i Catalogue of Life.